# Munthe
Munthe er et slægtsnavn der har været benyttet af flere slægter med angivelig flandersk afstamning, der er forgrenet over hele Norden, og hvis medlemmer i dag er spredt over hele verden. Nogle personer med navnet Munthe blev optaget i det tysk-romerske riges adel i 1509. I Sverige hører den der levende slægt Munthe til de "uintroducerede" adelsslægter (dvs. som ikke er optaget i Riddarhuset), og slægten er medlem i Ointroducerad adels förening i den kategori der omfatter slægter med ubeviste adelskab. Den oprindelige norsk-danske slægt Munthe er uddød på sværdsiden, mens spindesiden har fortsat slægten og brugen af slægtsnavnet. Samtidig har Munthe-slægten indgiftet sig i slægterne Morgenstierne, Krogh og Svane.
En dansk-norsk brevadelsslægt, Munthe af Morgenstierne, der agnatisk tilhører slægten Morgenstierne, og hvis medlemmer til dagligt kalder sig Morgenstierne, anvender også navnet.

## Historie
Slægten føres tilbage til købmand i Lübeck Ludvig Munthe (-1560-), der med sandsynlighed antages at tilhøre en adelsslægt, der er indkommet ca. 1550 fra Flandern, hvor ved Gent tidligere en ridderæt van Monte nævnes fra 990. Slægten har sandsynligvis taget navn efter en lokalitet, Munte, 12 km syd for Gent i provinsen Østflandern. Den første sikre stamfader i Flandern er Ascricus van Munte, der nævnes i et dokument dateret 1072. Denne Ascricus van Munte ægtede i 1102 i Sankt Peters Kirke i Gent en kvinde, hvis navn ikke er kendt. Det formodes, at slægten har forladt Flandern efter det mislykkede oprør mod kejser Karl V i 1539.
Allerede 20. marts 1509 havde brødrene Adam og Hans van Munte fået udstedt et adelspatent i Antwerpen af kejser Maximilian.
Købmanden Ludvig Munthe var fader til ærkedegn i Lund Ludvig Munthe (1558-1634), til Elisabeth (Lisbet) Munthe (ca. 1560-senest 1611), gift med forstander for Sorø Skole Hans Mikkelsen (ca. 1538-1601) og sognepræst i Tikøb Hans Munthe (1560-1601), der var fader til hofprædikant, biskop i Bergen Ludvig Munthe (1593-1649) og rektor ved gymnasiet i Lund Arnold Munthe (1590-1629), hvis søn, sognepræst i Bosarp Hans Munthe (1622-1684) er stamfader til den svenske slægt Munthe.
Med biskoppens søn af samme navn, borgmester i Bergen, Ludvig Munthe, uddøde slægten på sværdsiden i Norge, hvor de nulevende Munthe nedstammer fra bispens to døtre: Birgitte Munthe (1634-1708) gift med foged i Sogn Christopher Gjertssøn Morgenstierne til Flahammer (1619-1679) og Anna Munthe (1639-1688) gift med foged i Romsdalen Iver Anderssøn til Gjermundsnæs (1630-1683). Børnene af begge disse optog navnet Munthe.
Slægten Morgenstierne føres tilbage til buntmager i Bergen Christopher Morgenstern (-1565-), der var født i »Slesen i Offuerland «; hans sønnesøn var nævnte foged i Indre Sogn Christopher Gertsen Morgenstierne, gift med ovennævnte Birgitte Munthe. Christopher Morgenstierne var søn af Giert Morgenstierne og Birgitte Glad. Birgitte Glads far, Christopher Eriksen Glad var sognepræst i Vågå i Norge. Fra han stammer mange embedslægter i Norge. Fra Vågåpræsten hr. Christopher Glad stammer foruden Glad'er og Mule'r slægten Wulfsberg, slægten Munthe Morgenstierne), slægten Heiberg og alt hva derfra igjen kommer i talrige andre kognatiske linjer, f.ex. Daae og Leganger. 
Af Birgitte Munthes sønner blev:
1. Ludvig Munthe (1657-1708), sognepræst til Vik og stamfader for Munthe fra Sogn, hvortil hører historikeren, kaptajn Gerhard Munthe til Kroken (1795-1876) og dennes broderbørn, slægtshistorikeren, oberst Hartvig Andreas Munthe (1845-1905), maleren Gerhard Peter Frantz Wilhelm Munthe (1849-1929), krigshistorikeren, oberst Carl Oscar Munthe (1861-1952) og børnebogsforfatterinden Margrethe Munthe (1860-1931), ligeledes maleren, professor Ludvig Munthe i Düsseldorf (1841—1896) og generalløjtnant i Kina Johan Wilhelm Normann Munthe (1864-1935). Hartvig Andreas Munthe var fader til slægtshistorikeren Christopher Morgenstierne Munthe (1875-1939). Andre norske familiemedlemmer i grenen fra Ludvig Munthe er bibliotekaren Wilhelm Munthe (1883-1965) og maleren Lagertha Munthe (1888-1984), begge børn af bageren Olaf Andreas Jens Wilhelm Munthe (1851-1914). Bageren var søn af Christopher Pavels Munthe (1816-1884), søn af Hartvig Kaas Munthe (1766-1830), søn af Gerhard Munthe (1726-1785), søn af Christopher Munthe (1688-1754), der var søn af ovennævnte Ludvig Munthe. Wilhelm Munthes søn er økonomen Preben Hempel Munthe (født 1922).

1. Otto Munthe (1659-1733), sognepræst til Froen og stamfader for Munthe fra Gudbrandsdalen, som fra 1755, da hans søn, Højesteretsassessor, justitsråd Bredo Munthe til Bækkeskov blev naturaliseret som dansk-norsk adelsmand, fører slægtsnavnet von Munthe af Morgenstierne (se afsnittet nedenfor). Et andet af hans børn var Cathrine Munthe (1699-1725), der ægtede købmand, stadskaptajn i Christiania Tobias Tobiesen (1692-1740).
2. Elisabeth Munthe (1666-ca. 1685), der ægtede etatsråd, overhofretsjustitiarius Hans Blix (1661-1730) (1712 adlet Blixencrone) til Ullevold.
3. Gerhard Munthe (1671-1729), oberst.

Fra Anna Munthe og foged Iver Anderssøn nedstammer Munthe fra Romsdalen. Deres søn, tolder på Molde, godsejer i Romsdalen Ludvig Munthe (1666-1735) var fader til etatsråd, Højesteretsassessor Morten Munthe (1702-1763), justitsråd, professor ved Københavns Universitet Caspar Frederik Munthe (1704-1763) og sognepræst til Agerø Anders Borch Munthe (1713-1770), hvis søn var rektor i Nyborg Eiler Christopher Kaasbøll Munthe (1759-1814) samt statsråd, generalmajor og højstbefalende over den norske Armé og krigsminister Adolph Frederik Munthe (1817-1884), hvis søn var arkitekt Holm Hansen Munthe (1848-1898).

### Munthe af Morgenstierne
Bredo von Munthe af Morgenstierne, sønnesøn af Christopher Gertsen Morgenstierne, adledes 19. december 1755 med det sammensatte navn og med følgende våben: Skjoldet tværdelt af sølv, hvori to krydslagte brune stubbe med afhugne grene under en tioddet guld stjerne, og rødt, hvori tre sølv kugler (1, 2), på den kronede hjelm to opstående sorte bjørnelabber, holdende tre under hverandre stillede sølv kugler over en tioddet 
guld stjerne; skjoldet bæres af to siddende tilbageseende sorte bjørne.
Af hans børn må nævnes konferensråd, deputeret i Generalitets- og Kommissariatskollegiet Otto Christopher von Munthe af Morgenstierne (1735-1809) til Bækkeskov, der var modstander af stavnsbåndets løsning – hvis efterslægt lever i Norge -, kommandør i Søetaten og overlods på St. Croix Troels Smith von Munthe af Morgenstierne (1745-1810) til Hüttenhof og kammerherre, stiftamtmand, hvid ridder Caspar Wilhelm von Munthe af Morgenstierne (1744-1811) til Lundbygaard og Gammelskov, der var fader til Anna Dorothea von Munthe af Morgenstierne (1774-1866), gift med general Christian Høegh-Guldberg (1777-1867), til Henriette Bodil Birgitte von Munthe af Morgenstierne (1782-1863), der ægtede kammerherre, kontreadmiral Christian Wulff (1777-1843) til Petersgaard, til oberstløjtnant Otto Ludvig von Munthe af Morgenstierne (1792-1848) og til kammerherre, chargé d'affaires i Haag Jacob Vilhelm von Munthe af Morgenstierne (1788-1859), hvis datter Anna Petra Henriette von Munthe af Morgenstierne (1832-1926) ægtede generalløjtnant Carl Madsenius Vilhelm Tvermoes (1830-1898).
Ovennævnte konferensråd Otto Christopher von Munthe af Morgenstierne blev fader til regeringsadvokat, sorenskriver i Bamle Bredo Henrik von Munthe af Morgenstierne (1774-1835), hvis døtre blev gift med de fremragende jurister, justitiarius i Højesteret P.C. Lasson, assessor i Højesteret Claus Winter Hjelm og statsminister, dr.jur. Frederik Stang og som atter var fader til politimester i Kristiania, kammerherre Christian Frederik Jacob von Munthe af Morgenstierne (1806-1886), til assessor i Kristiania Stifts Overret, senere amtmand i Stavanger Amt Wilhelm Herman Ludvig von Munthe af Morgenstierne (1814-1888) — blandt hvis sønner skal nævnes professor, dr.jur., rektor for Oslo Universitet Bredo Henrik von Munthe af Morgenstierne (1851-1930) og kommandant på Bergenhus, generalmajor Wilhelm Herman Ludvig von Munthe af Morgenstierne (1855-1938) — og endelig til kabinetskammerherre hos kong Carl XV, oberstløjtnant, toldkasserer i Arendal Nicolai Krog Oscar von Munthe af Morgenstierne (1822-1908), som blev fader til oberst af kavaleriet, kammerherre hos dronning Sophie af Sverige og Norge, Alexis von Munthe af Morgenstierne (1845-1904).
Ovennævnte kommandør Troels Smith von Munthe af Morgenstierne var fader til Anna Dorothea von Munthe af Morgenstierne (1784-1837), gift med etatsråd, kammeradvokat Hans Bilsted (1774-1830) og til oberstløjtnant, toldinspektør i Vejle, Bredo Owe Ernst von Munthe af Morgenstierne (1781-1838), af hvis børn russisk major, toldinspektør i Jalta på Krim Hans Vilhelm Otto Christian von Munthe af Morgenstierne (1817-1886) var stamfader til en russisk gren af slægten, som overlevede den russiske revolution. En søn, Maximilian Nicolai Harald von Munthe af Morgenstierne (1846-1934), avancerede til russisk generalmajor. En broder til H.V.O.C. von Munthe af Morgenstierne var kaptajn Otto Ludvig Michael von Munthe af Morgenstierne (1831-1899) – 1883 erektor af det Munthe-Morgenstierne-Løvenskioldske Fideikommis – hvis søn var personalhistoriker Bredo Otto Anton von Munthe af Morgenstierne (1871-1945), som var fader til officer og museumsdirektør Bredo von Munthe af Morgenstierne (1912-1989).
I Danmark levede omkring 1920 kun en enkelt repræsentant for familien von Munthe af Morgenstierne, men ved giftermål i denne familie har dansk oberst H.E. Levy (1850-1923) for sig og efterkommere antaget navnet Munthe.

### Munthe-Kaas
En gren af den danske adelsslægt Kaas har taget navnet Munthe-Kaas, og den har også forgrenet sig til Norge. Den omfatter bl.a. den norske arkitekt Herman Munthe-Kaas (1890-1977) og modstandsmanden Hugo Conrad Munthe-Kaas (født 1922).

## Den svenske slægt
Til den svenske slægtsgren Munthe hører bl.a. musikeren Henrik Mattias Munthe (1798-1880), landshøvdingen Gustaf Munthe (1809-1889), lægen og forfatteren Axel Munthe (1857-1949), sprogforskeren Åke Helge Rudolf W:son Munthe (1859-1933), geologen Henrik Vilhelm Munthe (1860-1958).
Axel Munthe var fader til den britiske officer og forfatter Malcolm Munthe (1910-1995).